# Campionati mondiali di ginnastica artistica 2013 - Corpo libero femminile

## Qualificazioni
| Pos. | Ginnasta           | Totale | Qual. |
| ---- | ------------------ | ------ | ----- |
| 1    | Simone Biles       | 15.033 | Q     |
| 2    | Sandra Izbașa      | 14.733 | Q     |
| 3    | Larisa Iordache    | 14.500 | Q     |
| 4    | Vanessa Ferrari    | 14.500 | Q     |
| 5    | Mai Murakami       | 14.466 | Q     |
| 6    | Kyla Ross          | 14.333 | Q     |
| 7    | McKayla Maroney    | 14.333 | —     |
| 8    | Giulia Steingruber | 14.033 | Q     |
| 9    | Elsabeth Black     | 14.000 | Q     |
| 10   | Noémi Makra        | 13.966 | R1    |
| 11   | Noël van Klaveren  | 13.933 | R2    |
| 12   | Jessica López      | 13.766 | R3    |

## Risultati
| Pos.    | Ginnasta           | Nazione     | Punteggio di partenza | Punteggio della giuria | Penalità | Totale |
| ------- | ------------------ | ----------- | --------------------- | ---------------------- | -------- | ------ |
| Oro     | Simone Biles       | Stati Uniti | 6,500                 | 8,500                  | -        | 15,000 |
| Argento | Vanessa Ferrari    | Italia      | 6,200                 | 8,433                  | -        | 14,633 |
| Bronzo  | Larisa Iordache    | Romania     | 6,100                 | 8,500                  | -        | 14,600 |
| 4       | Mai Murakami       | Giappone    | 6,200                 | 8,266                  | -        | 14,466 |
| 5       | Giulia Steingruber | Svizzera    | 6,100                 | 8,233                  | -        | 14,333 |
| 5       | Kyla Ross          | Stati Uniti | 5,700                 | 8,633                  | -        | 14,333 |
| 7       | Sandra Izbașa      | Romania     | 6,100                 | 7,633                  | -        | 13,733 |
| 8       | Ellie Black        | Canada      | 5,700                 | 7,966                  | 0.1      | 13,566 |